# Катуков, Юрий Викторович
Юрий Викторович Катуков (5 сентября 1925, Покровск — 22 июля 2014, Челябинск) — советский учёный и педагог в области физической культуры, кандидат педагогических наук, профессор. Основатель и первый ректор Челябинского государственного института физической культуры (1970—1987). Заслуженный работник физической культуры РСФСР (1986).

## Биография
Родился 5 сентября 1925 года в городе Покровск (ныне — Энгельс Саратовской области).
С 1942 года, после окончания девяти классов Покровской средней школы в возрасте семнадцати лет, Ю. В. Катуков был призван в ряды Рабоче-Крестьянской Красной армии и добровольцем направлен в действующую армию на фронт. Участник Великой Отечественной войны в составе авиационных частей Военно-Воздушных Сил, воевал на Ленинградском фронте. После войны с 1945 по 1949 годы продолжил действительную военную службу в частях Военно-Воздушных Сил Приволжского военного округа. В 1949 году был демобилизован из рядов Советской армии.
С 1949 по 1954 годы проходил обучение на Челябинском государственном педагогическом институте, в период учёбы играл в волейбол за сборную Челябинской области на первенстве РСФСР и тренировал студентов, признавался лучшим тренером института. С 1954 года начал свою педагогическую деятельность в Челябинском государственном педагогическом институте: с 1954 по 1956 годы работал в должностях — ассистента, с 1956 по 1962 годы — старшего преподавателя и заведующего кафедрой, с 1962 по 1970 годы, в течение восьми лет работал в должности — декана факультета физического воспитания.
В 1966 году защитил диссертацию на соискание учёной степени кандидата педагогических наук на тему: «Влияние различных средств и методов физического воспитания на развитие физических качеств и функцию вестибулярного анализатора детей 11-13 лет». В 1968 году присвоено учёное звание — доцента, в 1970 году присвоено учёное звание — профессор.
Помимо педагогической деятельности занимался и спортивно-общественной работой: с 1960 года являлся бессменным участником эстафеты на главный приз газеты «Челябинский рабочий». В 1971 году Ю. В. Катуков за свои личные достижения в спорте был занесен в Книгу почета спортивной славы города Челябинска.
С 1970 по 1987 годы Ю. В. Катуков был основателем и в течение семнадцати лет бессменным руководителем Челябинского государственного института физической культуры. Ю. В. Катуков был автором свыше пятидесяти научных работ в области проблем теории и методики физической культуры.
В 1986 году Указом Президиума Верховного Совета РСФСР за заслуги в области физической культуры и педагогической деятельности, Ю. В. Катуков был удостоен почётного звания — Заслуженный работник физической культуры РСФСР.
Скончался 22 июля 2014 года в Челябинске.

## Награды
Основной источник:
- Орден Дружбы народов (1981)
- Орден «Знак Почёта» (1968)
- Медаль «За победу над Германией в Великой Отечественной войне 1941—1945 гг.»

## Звания
- Заслуженный работник физической культуры РСФСР (1986)